# Desmos zeylanicus
Desmos zeylanicus là loài thực vật có hoa thuộc họ Na. Loài này được (Hook.f. & Thomson) Saff. mô tả khoa học đầu tiên năm 1912.